# Dolni Rakovets
Dolni Rakovets (en búlgaro: Долни Раковец) es un pueblo en el oeste de Bulgaria. Se encuentra en el municipio de Radomir, provincia de Pernik. El pueblo es conocido por su agua mineral y una larga tradición en la producción de ajo.

## Geografía
Dolni Rakovets se encuentra a 8 km al sureste de Radomir ya unos 25 km al sur de Pernik. Está situado en medio de la llanura de Radomir con una altitud media de 640 m.

## Infraestructura
El transporte está bien desarrollado e integrado con el sistema de transporte nacional. Dolni Rakovets se encuentra a 13 km de la autopista Struma, que conecta Sofía con Grecia. La estación de tren forma parte de la línea 5 de tren de Sofía a Kulata, con más de 10 trenes que pasan por el pueblo todos los días. Se puede acceder al pueblo en la línea de autobús 2 Radomir - Dolni Rakovets - Chukovets.
El aeródromo de Dolni Rakovets se encuentra a 5 km al sur del pueblo. Fue construida con fines militares entre 1962 y 1966. La pista tiene 2450 m de largo y 50 m de ancho. En 2011, el aeropuerto pasó a llamarse Aeropuerto de Sofía Oeste.